# Krunati pingvin
Krunati pingvin (lat. Eudyptes moseleyi) vrsta je pingvina porijeklom iz južnog Indijskog i Atlantskog oceana. Smatra ga se posebnom vrstom u odnosu na žutouhog pingvina.
Studija objavljena 2009. godine pokazala je da se populacija krunatog pingvina smanjila za 90% od 1950-ih. Iz tog razloga, krunati pingvin je klasificiran kao ugrožena vrsta.

## Taksonomija
Smatra se da se krunati pingvini sastoje od dvije vrste, sjevernog i južnog, budući da je istraživanje objavljeno 2006. pokazalo morfološke, vokalne i genetske razlike između dviju populacija. Molekularna datiranja sugeriraju da je genetska divergencija s žutouhim pingvinima možda uzrokovana vikariantnim događajem uzrokovanim pomakom u položaju suptropske fronte tijekom klimatske tranzicije srednjeg pleistocena. Analiza dijela mitohondrijske kontrolne regije krunatog pingvina pronađenog na otočju Kerguelen pokazala je da je možda došao s otoka Gough, 6000 km, te da su žutouhi i krunati pingvin genetski odvojeni, iako se neke jedinke mogu raspršiti iz svojih kolonija za razmnožavanje. Mnogi taksonomisti tek trebaju prepoznati podjelu, iako neki to počinju činiti.

## Rasprostranjenost i stanište
Više od 99% krunatih pingvin razmnožava se tijekom kasnog proljeća ili ranog ljeta na otoku Tristan da Cunha i Gough u južnom Atlantskom oceanu. Kolonije za razmnožavanje nalaze se i na francuskim južnim i antarktičkim zemljama na otoku Amsterdam i otoku Saint-Paul.
Vrlo je rijetko da ptica sleti na australski kontinent, ali 2006. godine, krunati pingvin je viđen u Robeu, Južna Australija, au srpnju 2023. vrlo mršav krunati pingvin pronađen je na plaži Goolwa u Južnoj Australiji.

## Genetska varijabilnost i morfologija
Žutouhi pingvin (Eudyptes chrysocome) je 1992. godine podijeljen u tri različite podvrste; južni, (E. c. chrysocome), istočni (E. c. filholi) i sjeverni (E. c. moseleyi). Tri podvrste razlikuju se po razlikama u duljini resa kresta, veličini i boji mesnatog ruba otvora, uzorku boje na donjoj strani peraje i razlikama u veličini supercilijarne pruge ispred peraje kod oka. Osim toga, krunati pingvin je veći od druge dvije podvrste. Dokaz da su tri podvrste uistinu različite, u smislu više od reproduktivne izolacije i nekih morfoloških značajki, pronađen je u mitohondrijskim sekvencama triju vrsta. Utvrđeno je da E. c. filholi i E. c. chrysocome nisu bili toliko različiti genetski kao E. c. moseleyi je bio na druge dvije podvrste. Razina genetske diferencijacije bila je slična genetskoj razlici pronađenoj u drugim skupinama podvrsta pingvina.
Još jedan način na koji su znanstvenici uspjeli razlikovati različite podvrste bili su paraziti koji su se hranili svakom zasebnom vrstom skakača. Na pingvinima parazitira 15 vrsta ušiju u dva roda, Austrogoniodes i monotipski Nesiotinus. Unutar krunatih pingvina, uš Austrogoniodes keleri specifična za domaćina prisutna je samo na žutouhim pingvinima; Austrogoniodes concii s više domaćina parazitira samo na krunatim pingvinima, a Austrogoniodes hamiltoni parazitira samo na E. c. filholi. Unakrsna kontaminacija ušima nije moguća prirodnim putem zbog činjenice da uši imaju ograničenu pokretljivost i uvelike ovise o svom domaćinu za preživljavanje, što znači da se uši mogu prenijeti između vrsta samo putem bliskog fizičkog kontakta.

## Ekologija i reprodukcija

### Hrana i hranjenje
Lrunati pingvin hrani se krilom i drugim morskim životom kao što su rakovi, lignje, hobotnice i ribe.

### Reprodukcija
Gnijezdi se u kolonijama na različitim mjestima od razine mora ili na liticama, ponekad i u unutrašnjosti. Sjeverni oblik, pronađen u Amsterdamu i na otoku Gough, reproduktivno je izoliran od otoka Crozet i Kerguelen. Oni su monofileti; što znači da imaju podjelu u mitohondrijskom DNK stablu koje tvori dvije podvrste: krunatog i žutouhog pingvina. Još jedna zanimljiva razlika između ove dvije podvrste je njihov ritual parenja. Oboje koriste različite pjesme i ukrase za glavu u signalima parenja. Reproduktivna izolacija dovela je ne samo do fizičkih razlika, već i do razlika u ponašanju. Odrasle jedinke hrane svoje piliće plijenom niže trofičke razine nego što same konzumiraju. Tijekom sezone parenja odrasli jedu zooplankton, a zatim prelaze na ribu, pokazujući da preferiraju buduću reprodukciju.

### Stanovništvo i prijetnje
Trenutna populacija se procjenjuje na između 100.000 – 500.000 parova koji se gnijezde na otoku Gough, 18.000 do 27.000 parova na otoku Inaccessible i 3.200 do 4.500 parova na otoku Tristan da Cunha. U Indijskom oceanu populacija je 1993. bila 25 500 parova na otoku Amsterdamu i 9 000 parova na otoku St Paul; od 1990-ih nije bilo dostupnih podataka o trendovima stanovništva. Padovi na lokacijama u Atlantskom oceanu pokazuju pad od 2,7% godišnje;  pad populacije na otoku Gough opisan je kao ekvivalent gubitku 100 ptica svaki dan od 1950-ih. 
Studija objavljena 2009. godine pokazala je da se svjetska populacija krunatog pingvina smanjila za 90% od 1950-ih, vjerojatno zbog klimatskih promjena, promjena u morskim ekosustavima i prekomjernog izlova lignji i hobotnica od strane ljudi.  Drugi mogući čimbenici smanjenja uključuju uznemiravanje i onečišćenje uzrokovano ekoturizmom i ribolovom, žetvu jaja te predatorstvo i konkurenciju subantarktičkih tuljana (Arctophoca tropicalis).  Istraživanja pokazuju da su ptice u opasnosti od zaraze guščjim školjkama .  Kućni miševi ( Mus musculus ) uvedeni su u njihov okoliš ljudskim morskim ekspedicijama. Pokazalo se da su miševi invazivni i jedu jaja krunatih pingvina, kao i love njihove mlade. Kako bi se ptice sačuvale, razmišlja se o odstrelu miševa. Uvjeti klimatskih promjena mijenjaju dostupnost hrane jer smanjuju hranjive tvari i produktivnost. To utječe na tjelesnu masu, što negativno utječe na njihov reproduktivni uspjeh.
Krunati pingvin klasificiran je kao ugrožen zbog pada broja u posljednje tri generacije (ili 30 godina). 
| otok       | Godina       | Procjena    |
| ---------- | ------------ | ----------- |
| Gough      | 1889. godine | "milijuni"  |
|            | 1956. godine | ~2 milijuna |
|            | 1979. godine | 78 300      |
|            | 1984. godine | 142 800     |
|            | 2004. godine | 32 400      |
|            | 2006. godine | 64 700      |
| Tristane   | 1824         | >200.000    |
|            | 1873. godine | >200.000    |
|            | 1923. godine | >12 600     |
|            | 1955. godine | 5000        |
|            | 1973. godine | 7000        |
|            | 1984. godine | 4300        |
|            | 1992. godine | 3,343       |
|            | 2005. godine | 3,421       |
| Nedostupan | 1955. godine | >25.000     |
|            | 1989. godine | 22 000      |
|            | 1999. godine | 27.000      |
|            | 2004. godine | 18.000      |
| Slavuj     | 1973. godine | 25.000      |
|            | 2005. godine | 19 500      |
| sredina    | 1973. godine | 100.000     |

### Izlijevanje nafte 2011.
Dana 16. ožujka 2011., teretnjak MS Oliva registriran na Malti nasukao se na otoku Nightingale, prolivši tone teške sirove nafte u ocean. Posada je spašena, ali se brod raspao, ostavivši naftnu mrlju koja je okružila otok, prijeteći njegovoj populaciji pingvina skakača. Otok Nightingale nema pitke vode, pa su pingvini prevezeni u Tristan da Cunha na čišćenje.

## U popularnoj kulturi
- Cody Maverick, krunati pingvin, glavni je protagonist u filmu Divlji valovi iz 2007. i njegovom nastavku Divlji valovi 2 .
- U filmovima Ples malog pingvina i Ples malog pingvina 2, ljubavni guru nalik Barryju Whiteu, Lovelace, pingvin je koji će usaditi svoju mudrost za cijenu kamenja. Lovelaceu glas posuđuje Robin Williams.[24]